# 恋爱革命
《戀愛革命》（韓語：연애혁명 （页面存档备份，存于））是一部韓國網絡漫畫，由漫畫家232創作，於2013年9月在NaverWebtoon平台開始正式連載[1]。韓文版每周木曜日（星期四）更新[2]，中文版每周星期四更新[3][4]，日文版已經停止更新。第一部於2017年2月15號連載結束（截止164話）[5]，第二部（從漫畫第165話起屬於第二部）於2017年4月19日開始連載。
台版由2014年7月1日開始連載於LINE WEBTOON ，於2023年6月14日完結。

## 故事简介
公主英上学第一天忘带钱包无法搭公车，就在一籌莫展的时候身后的女同学替他付了公车费，帮他解决了危机。他对那女生从此一见钟情，用尽各种方法追求可还是得不到任何回应。对方没有反应也不会觉得受伤的可爱男生……就这样一场浪漫喜剧拉开了序幕！

## 登場人物

### 主要人物
公主英（공주영）
17→18岁高中生，就读二三信息高级中学高二3班。本作可爱又帅气的男主角。初次登場於第一話。十分喜歡子琳。
回忆篇2李京宇 Episode登场时為15岁就读一三中学2年级5班。
有一个弟弟（公在民），但升上高中（職）之後與家人商議後，選擇獨居。
血型:O型血\体重:65kg\身高:173cm 生日:8月9日
王子琳（왕자림）
17→18岁高中生，就读二三信息高级中学高二3班。本作女主角。初次登場於第一話。長得漂亮的酷酷型女生。一开始並不喜歡主英，是交往后才喜欢上的。
回忆篇1王子琳 Episode登场时為15岁，髮型是長髮，尚未剪短，就读于三一女中2年级5班。有一个妹妹（王別琳）。
王子琳 Episode中提到曾經跟崔正宇曖昧過，差點交往，但後來發現崔正宇其實是個花心的男生，而遠離。也因此事件造成很大的陰影導致面對公主英的熱烈追求起初十分反感。
血型:B型血\体重:51kg\身高:168.3cm 生日:3月23日
李京宇（이경우）
17→18岁高中生，公主英的10年死党，就读二三信息高级中学高二3班。初次登場於第一話。刘海帥哥。
回忆篇2李京宇 Episode登场时為15岁，髮型尚未因為受傷的問題而留長，髮色同樣保留為純黑色，但有抽菸，就读一三中学2年级5班。
在回憶篇後段，因為受傷而入院，曾一度考慮過割腕自殺，但看到自己母親如此擔心他而決心改變，與豬朋狗友斷絕來往，亦戒掉抽菸的習慣。曾经交往过好幾任女友（漫畫裡有提到的只有兩任）但是现在丝毫没有想谈恋爱的倾向。于245话中殴打任正勋，在247话得到停学14天处分。 漫畫裡提到的兩任女友，第一任女友是南有利 他們於朋友聚會認識，之後開始交往。曾坦承王子琳長得和南有利很像。也是最難忘的一任。第二任女友則是方瑞琪，兩人曾短暫交往。於288話坦承因想忘掉對王子琳的喜歡才會和方瑞琪交往。暗戀王子琳，對她日久生情。但因是自己兄弟公主英的女友只能藏住對其的喜歡而感到痛苦。
血型:B型血\体重:60kg\身高:172.2cm 生日:6月22日
杨敏智（양민지）
17→18岁高中生，王子琳的朋友，就读二三信息高级中学高二3班。初中时曾与安中原交往。暗戀李京宇，在方瑞琪要求楊敏智介紹她給李京宇時，被吳阿藍察覺到，卻選擇否認。
知道鄭尚勛喜歡自己，所以在第二次郊遊結束時與尚勛交換了電話號碼，但對尚勛的舉動更似是為了抗議京宇而做。于224话接受郑尚勋告白成为恋人关系；后于228话对李京宇坦白自己单恋他将近1年，但遭到李京宇拒绝，声明他只想和她做一般朋友。于238话与郑尚勋分手。
回忆篇1王子琳 Episode登场时為15岁，就读于三一女中2年级5班。有一个姐姐。
血型:O型血\体重:58kg\身高:165cm 生日:6月20日
金丙勋（김병훈）
16→17岁高中生，(內容曾透露他比同級人小一年)公主英的朋友，就读二三信息高级中学高二3班。圈子中最会读书。皮肤黑。爱搞怪。很会收拾房间。
對經常在圖書館溫書的姐姐有好感，還因為姐姐是美容科的，有一陣子對化妝保養品等感到非常有興趣。後來發現姐姐和一名學長有曖昧關係，而放棄姐姐。
回忆篇2李京宇 Episode登场时為15岁，就读一三中学2年级5班，以插班生的方式登場，迅速與公主英等人混熟。有两个妹妹。
血型:A型血\体重:70kg\身高:181.6cm 生日:1月15日
吴阿蓝（오아람）
17→18岁高中生，王子琳的朋友，就读二三信息高级中学高二3班。為人貪吃，喜欢烹饪，經常選擇以暴力解決問題（反对她的人和偷她食物的人），有學習跆拳道。回忆篇1王子琳 Episode登场时為15岁，就读于三一女中2年级5班。有一个哥哥。对朋友非常关心。在260話時和王子琳有次去吃午餐提到，自己和父母，哥哥從小就寄人籬下，被姑姑欺負，差點走不出來被欺負的陰影，是去舅媽家住後，感受到舅媽的溫暖才走出來。而跆拳道是父親希望她學習跆拳道才學的。263話回憶篇提到，自己因為跆拳道的原因，曾經被同學排擠，後來國中是轉入三一女中二年級五班，和子琳，敏志成為朋友，情況才改善的。
血型:AB型血\体重:53kg\身高:157cm 生日:12月9日
安京敏（안경민）
17→18岁高中生，公主英的朋友，就读二三信息高级中学高二3班。与金丙勋是搞怪二人组。
回忆篇2李京宇 Episode登场时15岁就读一三中学2年级6班。
血型:?\体重:?\身高:175.3cm
碩浩（석호）
17→18岁高中生，公主英的朋友，就读二三信息高级中学高二3班。是最初登場的角色之中唯一一個已經有交往對象的，女友是李智惠，初中认识，並开始交往，直到214話分手。
回忆篇2李京宇 Episode登场时15岁就读一三中学2年级6班。
血型:?\体重:?\身高:176cm

### Sunflower　（崔韓星　回憶篇）
崔韩星（최한별）
18岁高中生，王子琳幼稚园到小学时期的朋友，回忆篇Sunflower的男主，与尚勋是同班。幼稚园时因为经常流鼻涕交不到朋友，甚至被欺凌。性格软弱，直到遇到王子琳后，交到了第一个朋友。但是后来因为转学和王子家更换号码与王子失去联系。在初中阶段因为肥胖和软弱受到同学们的嘲笑和欺负，曾考慮自殺。最后他通过自己的努力（將一個星期排滿行程）減肥成功，使各方面的成績都獲得不錯的分數，老師對他的評分亦不錯，被同學笑稱＂得獎強盜＂，想要保护现在的王子琳。于漫画164话正式登场（原来只出现在幼稚园毕业照中，王子琳旁边微笑的男孩就是他）。
血型:A\体重:?\身高:182cm
郑尚勋（정상훈）
17→18岁，公主英的初中死党，高中与崔韩星同校，与崔韩星是好友（單方面以為），性格很好学习不错，喜歡杨敏智，十分关心她，害怕下水。于224话告白成功与杨敏智成为恋人关系。但似乎只是單方面的喜歡,于238话与杨敏智分手。

### 回忆篇1 王子琳 Episode
崔正宇（최정우）
19岁網咖小哥，公主英与李京宇他们常去的網咖的打工小哥，于漫画第34话初次登场。回忆篇1王子琳 Episode的男主角。
回忆篇登场时17岁，拥有帅气的外表和优越的家庭条件，但是他父母长期事业繁忙，一味给予金钱使他缺乏来自亲情的关爱。在初中时期被学姐金惠玲告白后开始了自己的第一次恋爱，这段恋情在他的人生中影响很大。亲情的缺失与初恋的背叛让他不会真正地相信别人，他会在同一时间交往不同的女生，以不同的方式试探出女生的喜好，并以好友安中原与交往对象的朋友交往来获取信息来防止自己与多人交往的事实被发现。当同时与多人交往的事实被发觉以后，会以各种理由、诋毁来隐瞒自己的过错。个人隐忍能力很强。对于自己喜欢的东西一定会想办法得到，但终会始乱终弃。当与目标不可能再复合的时候，会以语言侮辱的方式报复对方。
血型:?\体重:?\身高:?
金惠玲（김혜령）
回忆篇登场时18岁，崔正宇的初恋。在双方交往过程中，她的习惯性出轨影响了崔正宇的恋爱观。最终通过内线抓包崔正宇与王子琳，结束了自己早就想结束的恋情。
是整个回忆篇1 王子琳 Episode里影响力最大的人物。
安中原（안중원）
19岁，回忆篇登场时17岁，崔正宇的好友。虽然他的外表看上去冷淡，其实内心有些害羞。充当崔正宇与女生交往的侦察兵，会与女生的朋友假交往来获取女生的社交信息，使崔正宇同时与多人交往的事实不被发现，曾与敏智交往。
林大建（임대건）
回忆篇登场时17岁，与崔正宇读同一所学校。他是一个块头很大，很有力量的男生。初次见到王子琳的照片就喜欢上了她，想要追求她，却被王子琳回绝。当知道王子琳被崔正宇伤害之后，选择了用拳头报复崔正宇。
朴荷娜（박하나）
回忆篇登场时15岁，就读三一女中2年级4班。
鲁胜熙（노승희）
回忆篇登场时15岁，就读三一女中2年级5班。不喜欢王子琳，偶然听见王子琳与崔正宇的对话后制造关于王子琳脚踏两条船的谣言。
姜志艺（강지예）
回忆篇登场时15岁，就读三一女中2年级4班。
郑东津（정동진）
回忆篇登场时17岁，漫畫第211話時為20歲。鄭尚勳的哥哥，崔正宇及安中原的好友。會抽菸。
在京宇遊蕩於網咖時勸他想想辛苦的媽媽、在主英與崔正宇起衝突時協助中間調停。
小時候曾對尚勳惡作劇，讓弟弟的游泳圈消氣並推遠海岸邊，被家人修理後道歉，至此導致鄭尚勳害怕大海。
徐在焕（서재환）
回忆篇登场时17岁。

### 回忆篇2 李京宇 Episode
赵承民（조승민）
17岁，于漫画第48话登场，他是李京宇初中时期的朋友，现在的仇人，喜歡南有利，后与其交往，妒忌李京宇。为人凶暴，打架厉害。是回忆篇2李京宇 Episode当中的重要人物当时15岁，就读一三中学2年级6班。
血型:?\体重:?\身高:?
南有利（남유리）
17岁，回忆篇登场时15岁。李京宇的前女友，他们于朋友聚会认识，之后开始交往。对男性朋友一样友好，因此和京宇吵架。后分手，誤会了京宇，和对自己好的赵承民交往。得知真相后，十分后悔，想与京宇復合，遭拒绝。
金佑莉（김우리）
18歲，李京宇的國中同學，暗戀李京宇五年。默默地支持、陪伴著他，147話被京宇評價沒有瀏海的樣子跟南有利很相像，會讓其感到不太開心，提議她剪瀏海，因此189話換了新造型。
任成镇（임성진）
17岁，回忆篇登场时15岁，就读一三初中2年级6班。人长得帅，有个哥哥任成焕。
郭正敏（곽정민）
17岁，回忆篇登场时15岁，就读一三初中2年级5班。赵承民好友，目睹李京宇受伤倒在血汩之中，在公主英求救前替京宇打了119。
张炯培（장형배）
17岁，回忆篇登场时15岁，就读一三初中2年级6班。
季周赫（계주혁）
17岁，回忆篇登场时15岁，就读一三初中2年级7班，事件結束後決定認真讀書。

### 二三信息高级中学
独孤文（독고문）
44岁，二三信息高级中学的数学老师兼高一2班的班主任。和赵老师是死对头。
赵連士（조연사）
38岁，二三信息高级中学高一3班→高二3班的班主任。和独孤文是死对头。
田秉轩（전병헌）
3n岁，单身。二三信息高级中学的保健老师，现在蓄须中。
林東奎（임동규）
18岁，公主同班同学，人送外号黄片（여동）奎。
张海俐（장해리）
18→19岁，二三信息高级中学三年级学生。对公主英很感兴趣。
方瑞琪（방예슬）
17→18岁，二三信息高级中学二年级学生，李京宇前女友。她觉得李京宇对她关心不够，後分手。
任正勋（임정훈）
18岁，二三信息高级中学二年级学生，与方瑞琪同班，喜欢漂亮女生。很讨厌李京宇。在公主英做值日的时候去挑衅公主英，被公主英打了一拳，第二天被李京宇无缘故暴打，现入院治疗中。

### 亲友
公在民（공재민）
16岁，公主英的弟弟。
王別琳（왕별림）
16岁，王子琳的妹妹，回忆篇1 王子琳 Episode登场时14岁，特长：出去。
吴博风（오바람）
21岁，吴阿蓝的哥哥。和妹妹吴阿蓝是水火不相容。
金英芝（김영지）
15岁，金丙勋的妹妹。
金英珠（김영주）
15岁，金丙勋的妹妹。

## 音乐

### BGM
此BGM列表，主要以韩国连载使用的BGM为主，各地区连载时所使用的BGM略有不同。
| 出现的话数 | 歌曲名字                  | 作者/演唱者        |
| ---------- | ------------------------- | ------------------ |
| 9          | Rain Falls, Love Blooms   | (Ssinari)          |
| 15         | （秘密）                  | （Flaming Heart）  |
| 25         |                           |                    |
| 29         |                           |                    |
| 30         |                           |                    |
| 36         |                           |                    |
| 38         |                           |                    |
| 41, 62     |                           |                    |
| 44         |                           |                    |
| 45         | Give & Take (feat. RhymB) | (World)            |
| 46         |                           |                    |
| 49         |                           |                    |
| 51         |                           |                    |
| 53         |                           |                    |
| 55         |                           | （Dalee)           |
| 59         |                           | HaloNuts           |
| 63         | 被藏起来的女人            | SQUAR×James Qon    |
| 64         |                           | SQUAR              |
| 65         | Love Addiction(feat.)     |                    |
| 68         |                           |                    |
| 70         | 12o'clock(feat.)          |                    |
| 71         | Play BOY                  | HaloNuts           |
| 72         |                           |                    |
| 73         |                           |                    |
| 74         |                           |                    |
| 75         | Memorize(feat.){+Preview} | （杨泰英）         |
| 76         | Memorize(feat.)           |                    |
| 78         | (feat.)                   | REQ                |
| 79         |                           |                    |
| 83         | Disco Night(feat. Kaicy)  | M2U                |
| 89         |                           | MJ                 |
| 90         |                           |                    |
| 96         | 20                        | （SEVENTEEN）      |
| 99         |                           |                    |
| 102        |                           |                    |
| 108        |                           |                    |
| 112        |                           |                    |
| 115        |                           |                    |
| 116        |                           |                    |
| 117        |                           |                    |
| 118,119    |                           |                    |
| 120        |                           |                    |
| 124        |                           |                    |
| 128        |                           | (Monday Kiz)       |
| 128        | Eris                      | K-Run              |
| 130        |                           | MJ                 |
| 131        |                           | MJ                 |
| 136        |                           |                    |
| 139        | [ 7 ]                     | （SEVENTEEN）      |
| 143        |                           |                    |
| 145        |                           | EunoH              |
| 147        |                           | MJ                 |
| 174        |                           | 불꽃심장(火花心脏) |
| 175        |                           | 불꽃심장(火花心脏) |
| 176        |                           | SQUAR              |
| 177        | Last Flower               | 불꽃심장(火花心脏) |
| 178        | Flower waltz              | SQUAR              |
| 179        |                           | SQUAR              |
| 180        | （花与蝴蝶）              | (火花心脏)         |
| 182        | YOU                       |                    |
| 183        |                           |                    |
| 197        |                           |                    |
| 204        |                           | Reve               |
| 214        | (同样的离别 不同的温度)   | MJ/ (Who R U)      |
| 215        | (那时的我们)(ft.)(remix)  |                    |
| 222        | (心动的初恋 part2)(ft.)   |                    |
| 224        | (痒痒的)(ft.、、J.Fe)     | (十九岁）          |
| 228        | (你这样的大海)            | JIGM               |
| 230        | (紧张死了)                | MJ                 |
| 235        | (初恋two)(ft.)            | MJ                 |
| 238        | (木头椅子）               |                    |
| 242        | Hyde                      | (SQUAR)            |
| 245        | Hyde(acoustic by DanB)    | (SQUAR)            |
| 246        |                           |                    |
| 255        |                           |                    |
| 256        |                           |                    |
| 259        |                           | MJ                 |

## 出版書籍

### 漫畫
2013年9月本作品於NAVER Webtoon平台連載，於2014年2月推出實體書版本。
| 卷數 | 大韩民国                  | 大韩民国       | 大韩民国           |
| 卷數 | 話數                      | 發售日期       | ISBN               |
| ---- | ------------------------- | -------------- | ------------------ |
| 1    | 1~14話+附录（资料/图等）  | 2014年2月6日   | ISBN 9791185193045 |
| 2    | 15~29話+附录              | 2014年9月16日  | ISBN 9791185193120 |
| 3    | 30~45話+附录              | 2016年7月21日  | ISBN 9791185193397 |
| 4    | 46~61話+附录              | 2017年3月6日   | ISBN 9791185193564 |
| 5    | 62~73話+附录              | 2017年4月19日  | ISBN 9791185193595 |
| 6    | 74~82話+附录              | 2017年12月6日  | ISBN 9791185193878 |
| 7    | 83~96話+附录              | 2018年6月5日   | ISBN 9791162790083 |
| 8    | 97~108話                  | 2019年1月8日   | ISBN 9791162790373 |
| 9    | 109~118話                 | 2019年3月27日  | ISBN 9791162790472 |
| 10   | 119~130話+附录            | 2019年10月17日 | ISBN 9791162790618 |
| 11   | 131~142話+附录            | 2020年3月31日  | ISBN 9791162790649 |
| 12   | 143~154話+附录            | 2020年3月31日  | ISBN 9791162790656 |
| 13   | 155~167話+附录            | 2020年8月31日  | ISBN 9791162790670 |
| 14   | 168~180話+附录            | 2020年8月31日  | ISBN 9791162790687 |
| 15   | 181~192話+附录            | 2021年1月20日  | ISBN 9791162790717 |
| 16   | 193~204話                 | 2021年11月30日 | ISBN 9791167790408 |
| 17   | 205~216話                 | 2021年12月21日 | ISBN 9791167790439 |
| 18   | 217~229話                 | 2022年3月22日  | ISBN 9791167790743 |
| 19   | 230~242話+特别版本(232話) | 2022年5月19日  | ISBN 9791167790934 |
| 20   | 243~254話                 | 2022年5月19日  | ISBN 9791167790941 |
| 21   | 255~266話                 | 2022年7月26日  | ISBN 9791167791344 |
| 22   | 267~278話                 | 2022年8月26日  | ISBN 9791167791429 |
| 23   | 279~290話                 | 2022年9月27日  | ISBN 9791167791566 |
| 24   | 291~301話+特别版本        | 2022年9月30日  | ISBN 9791167791580 |
| 25   | 302~312話                 | 2023年6月29日  | ISBN 9791167792549 |
| 26   | 313~323話                 | 2023年6月29日  | ISBN 9791167792556 |
| 27   | 324~333話                 | 2023年7月31日  | ISBN 9791167792662 |
| 28   | 334~344話                 | 2023年7月31日  | ISBN 9791167792679 |
| 29   | 345~356話                 | 2023年8月31日  | ISBN 9791167792860 |
| 30   | 357~367話                 | 2023年8月31日  | ISBN 9791167792877 |
| 31   | 368~376話                 | 2023年10月12日 | ISBN 9791167793249 |
| 32   | 377~385話                 | 2023年11月28日 | ISBN 9791167793454 |
| 33   | 386~394話                 | 2023年11月28日 | ISBN 9791167793461 |
| 34   | 395~403話                 | 2023年12月27日 | ISBN 9791167793584 |
| 35   | 404~411話+特别版本        | 2023年12月27日 | ISBN 9791167793591 |
| 36   | 412~420話                 | 2024年1月25日  | ISBN 9791167793676 |
| 37   | 421~429話                 | 2024年1月25日  | ISBN 9791167793683 |
| 38   | 430話~Epilogue 3+特别附录 | 2024年2月28日  | ISBN 9791167793959 |

## 外部連結
- 《연애혁명（恋爱革命）》 - NAVER Webtoon （页面存档备份，存于）
- （简体中文）《恋爱革命》 - 咚漫 （页面存档备份，存于）
- （繁體中文） - LINE Webtoon （页面存档备份，存于）
- （日語） - LINE マンガ（因版权原因，只限日本地区IP使用，日本连载已经停止）
- 作者232的blog
- 恋爱革命粉丝咖啡厅 （页面存档备份，存于）